# Ipotești (okręg Aluta)
Ipotești – wieś w Rumunii, w okręgu Aluta, w gminie Ipotești. W 2011 roku liczyła 1441 mieszkańców.